# Austrofusus glans
Austrofusus glans är en snäckart som först beskrevs av Roding 1798.  Austrofusus glans ingår i släktet Austrofusus och familjen valthornssnäckor. Inga underarter finns listade i Catalogue of Life.

## Bildgalleri

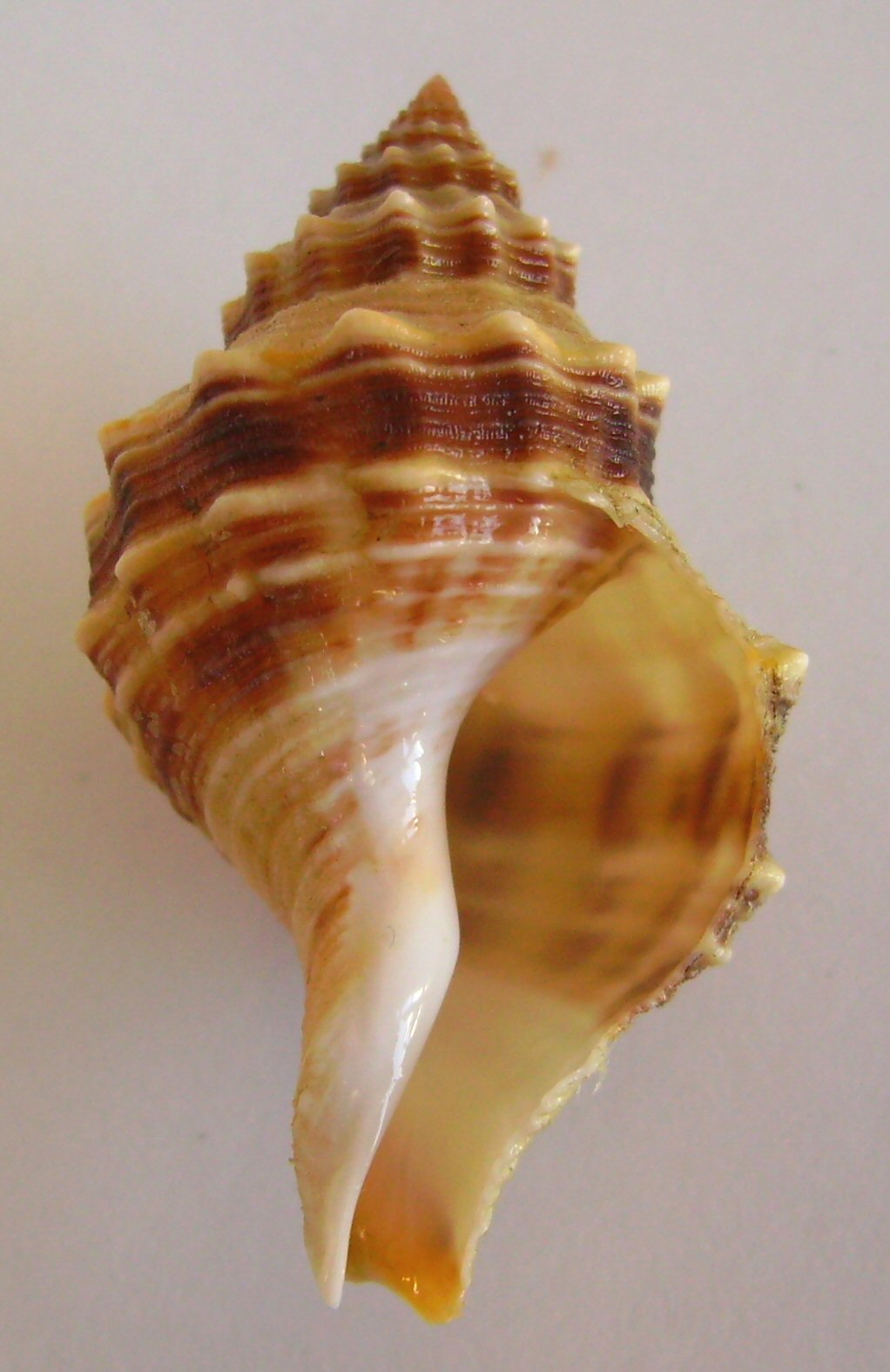